# Thumeries
Thumeries est une commune française située dans le département du Nord, en région Hauts-de-France.

## Géographie

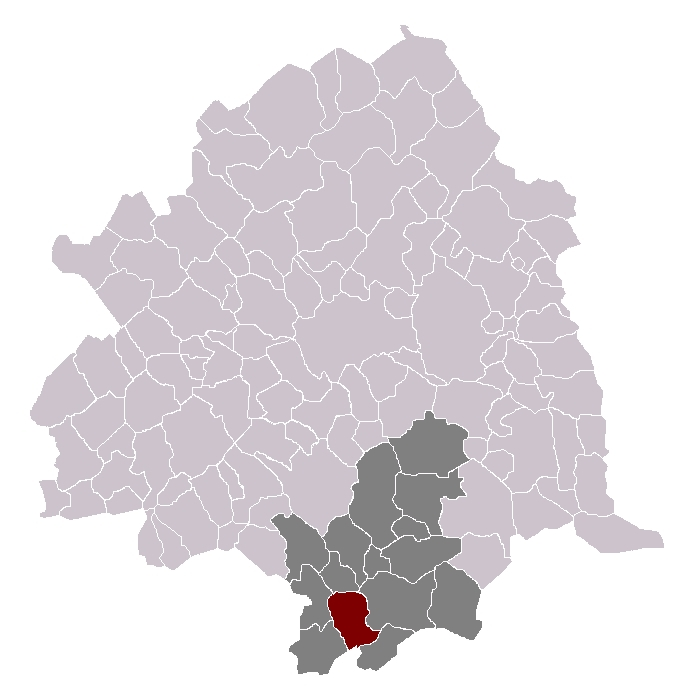
Thumeries dans son canton et son arrondissement

### Communes limitrophes
| Wahagnies  | Attiches La Neuville |                |
|            | Thumeries            | Mons-en-Pévèle |
| Ostricourt | Leforest             | Moncheaux      |

### Hydrographie

#### Réseau hydrographique
La commune est située dans le bassin Artois-Picardie. Elle est drainée par la Marque, le Courant de Coutiches Amont, le fossé du Bois Saint Eloi, le fossé du Maroc, la Cité Cornuault et un autre petit cours d'eau,.
La Marque, d'une longueur de 32 km, prend sa source dans la commune  et se jette  dans le canal de Roubaix à Wasquehal, après avoir traversé 25 communes. 

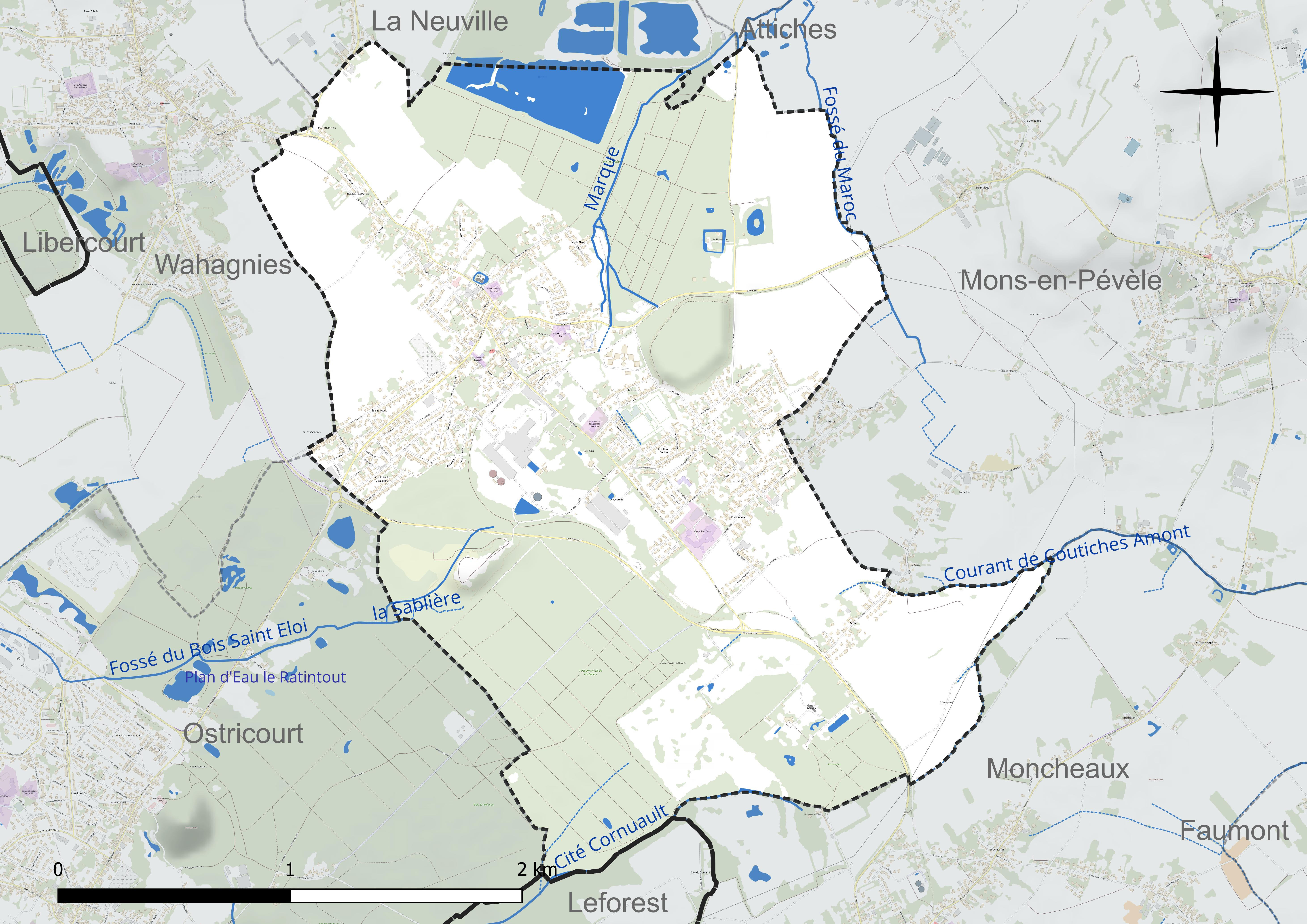
Réseau hydrographique de Thumeries.

Le Courant de Coutiches Amont, d'une longueur de 17 km, prend sa source dans la commune  et se jette  dans le Marichon à Marchiennes, après avoir traversé huit communes. 

#### Gestion et qualité des eaux
Le territoire communal est couvert par le schéma d'aménagement et de gestion des eaux (SAGE) « Marque Deûle ». Ce document de planification concerne un territoire de 1 120 km2 de superficie, délimité par les bassins versants de la Marque et de la Deûle, formant une vaste cuvette sédimentaire de 40 km de long et de 25 km de large, où la pente est très faible. Le périmètre a été arrêté le 2 décembre 2005 et le SAGE proprement dit a été approuvé le 9 mars 2020. La structure porteuse de l'élaboration et de la mise en œuvre est la Métropole européenne de Lille. 
La qualité des cours d'eau peut être consultée sur un site dédié géré par les agences de l'eau et l'Agence française pour la biodiversité. 

### Climat
Pour des articles plus généraux, voir Climat des Hauts-de-France et Climat du Nord.
En 2010, le climat de la commune est de type climat océanique dégradé des plaines du Centre et du Nord, selon une étude du CNRS s'appuyant sur une série de données couvrant la période 1971-2000. En 2020, Météo-France publie une typologie des climats de la France métropolitaine dans laquelle la commune est exposée à un climat océanique et est dans la région climatique  Nord-est du bassin Parisien, caractérisée par un ensoleillement médiocre, une pluviométrie moyenne régulièrement répartie au cours de l'année et un hiver froid (3 °C).
Pour la période 1971-2000, la température annuelle moyenne est de 10,4 °C, avec une amplitude thermique annuelle de 14,6 °C. Le cumul annuel moyen de précipitations est de 713 mm, avec 12,3 jours de précipitations en janvier et 9,1 jours en juillet. Pour la période 1991-2020, la température moyenne annuelle observée sur la station météorologique la plus proche, située sur la commune de Cappelle-en-Pévèle à 9 km à vol d'oiseau, est de 11,1 °C et le cumul annuel moyen de précipitations est de 736,6 mm,. Pour l'avenir, les paramètres climatiques de la commune estimés pour 2050 selon différents scénarios d'émission de gaz à effet de serre sont consultables sur un site dédié publié par Météo-France en novembre 2022.

## Urbanisme

### Typologie
Au 1er janvier 2024, Thumeries est catégorisée ceinture urbaine, selon la nouvelle grille communale de densité à sept niveaux définie par l'Insee en 2022.
Elle appartient à l'unité urbaine de Douai-Lens, une agglomération inter-départementale regroupant 67  communes, dont elle est une commune de la banlieue,,. Par ailleurs la commune fait partie de l'aire d'attraction de Lille (partie française), dont elle est une commune de la couronne,. Cette aire, qui regroupe 201 communes, est catégorisée dans les aires de 700 000 habitants ou plus (hors Paris),.

### Occupation des sols
L'occupation des sols de la commune, telle qu'elle ressort de la base de données européenne d'occupation biophysique des sols Corine Land Cover (CLC), est marquée par l'importance des forêts et milieux semi-naturels (35,6 % en 2018), une proportion identique à celle de 1990 (35,6 %). La répartition détaillée en 2018 est la suivante : 
forêts (35,6 %), terres arables (29,2 %), zones urbanisées (22,9 %), zones industrielles ou commerciales et réseaux de communication (5 %), espaces verts artificialisés, non agricoles (4 %), eaux continentales (1,9 %), zones agricoles hétérogènes (1,5 %). L'évolution de l'occupation des sols de la commune et de ses infrastructures peut être observée sur les différentes représentations cartographiques du territoire : la carte de Cassini (XVIIIe siècle), la carte d'état-major (1820-1866) et les cartes ou photos aériennes de l'IGN pour la période actuelle (1950 à aujourd'hui).

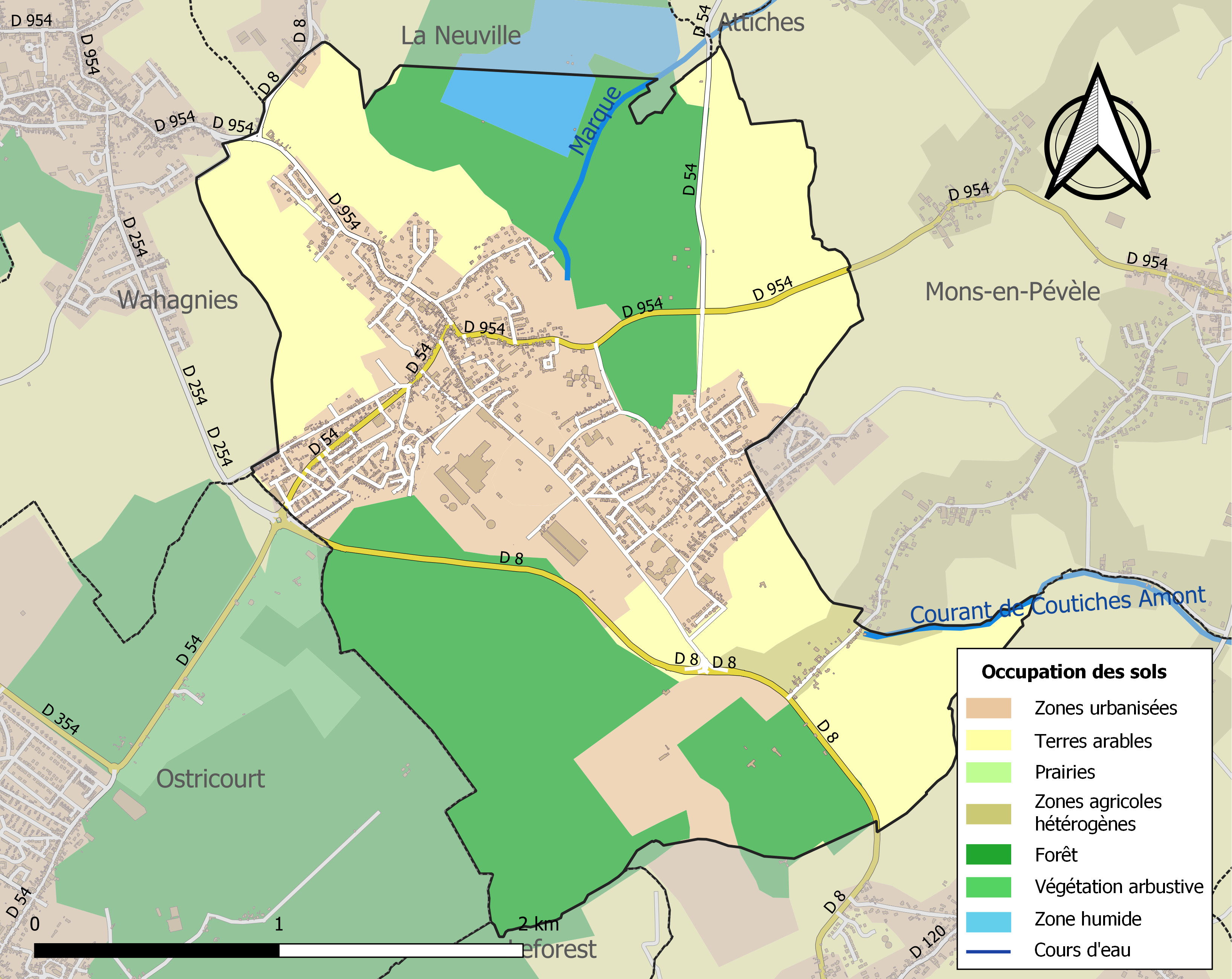
Carte des infrastructures et de l'occupation des sols de la commune en 2018 (CLC).

## Toponymie
Noms anciens : Thumeries, en 1187, par titre de St-Piat, à Seclin (Miraeus). Tumières, Teumerie.

## Histoire
Le village de Thumeries, avec l'autel, la justice, le terrage et autres revenus, appartenait au chapitre de Seclin ; le pape Clément III le confirma dans cette possession par sa bulle du 26 mars 1187; les bois appartenaient au châtelain de Lille. Le duc de Bourgogne avait accordé une sauvegarde à Thumeries. Lambert Rayne \ bourgeois de Douai, n'ayant pas respecté ce privilège, fut arrêté par ordre du gouverneur, Gérard de Rassenghien, et emprisonné. La ville de Douai réclama, mais le gouverneur, par lettre du 4 avril 1385, maintint l'arrestation.
Ce Lambert de Raismes était marchand de vin à l'enseigne du Dragon; il avait été condamné, en 1379, à 10 livres d'amende, à trois jours de bannissement et à perdre 10 queues de vin de mauvaise qualité, pour falsification de ce vin. Son père, Jean Raime, était marchand de blé et échevin; il fut condamné, en 1364, par les échevins, ses collègues, à être pendu, parce qu'il vendait à petite mesure et recevait à grande. Après l'exécution, cette sentence fut cassée, à Paris, par appel que poursuivit Lambert, et les échevins condamnés à fonder la chapelle de Sainte-Croix, à Saint-Pierre, à Douai, et trois messes par semaine (Chroniques de Jacques Loth, /as.). La ville de Douai perdit pendant plusieurs années ses privilèges, pour cette cause.
À la fin du XVIIe siècle, Ferry-Nicolas d' Esclaibes, issu d'une branche cadette de la maison d'Esclaibes de Clairmont, est seigneur d'Amerval (hameau de Solesmes), du Fayt en Troisvilles, de Hellies, de la Mairie de Thumeries, du Bois en Phalempin et des Deux Treilles dans la châtellenie de Lille. Fils de Nicolas d'Esclaibes, chevalier, seigneur d'Amerval, et d'Agnès-Thérèse de la Hamayde, il a pour grand-père Georges d'Escalibes, seigneur d'Amerval et de Helgies. Il épouse à Lille le 13 novembre 1694, Marie Taviel, fille de François-Eustache Taviel du Moulinel, chevalier, seigneur du Moulinel, de Bois-Grenier, Bourghelles, substitut du procureur du roi et de Catherine de la Haye. Il meurt au château de Thumeries sans héritiers en 1730. Thumeries est léguée à son neveu Jean-Ferry-Antoine de Carondelet. La veuve de Ferry-Nicolas d'Esclaibes se remarie avec le comte de Sainte-Aldegonde de Genech.
Thumeries est célèbre pour avoir été la localité de départ de la saga de la sucrerie Béghin-Say. En 1821 : la sucrerie de Thumeries est créée dans la ferme de Joseph Coget. Il est alors secondé par son gendre Antoine Béghin. Lui succèdent ses deux fils, Joseph et Henri qui réussissent à maintenir la sucrerie, contrairement à beaucoup d'autres entrepreneurs ruinés par la concurrence des sucres issus de la canne à sucre venant des colonies. En 1868, l'exploitation est cédée à leur neveu Ferdinand Béghin qui a de grands projets qu'il ne pourra que partiellement voir aboutir du fait de sa mort en 1895, à la suite d'une chute de voiture hippomobile. Ses fils Joseph et Henri poursuivent l'œuvre paternelle de développement et modernisation de l'affaire, en créant de nouveaux sites, en achetant d'autres sucreries. En 1896, une voie de chemin de fer créée depuis Pont-à-Marcq, et passant directement dans l'usine contribue à cette expansion. C'est un autre Ferdinand Béghin, fils d'Henri, né en 1902 à Thumeries, qui reçoit la sucrerie par le jeu des héritages et successions et qui va donner à l'entreprise un développement hors norme créant un véritable empire, du sucre, mais aussi du papier (papeterie de Corbehem), de produits hygiéniques (marques Lotus (papier toilette), Vania, O.Kay. De nos jours, Béghin-Say ayant été rachetée à son tour, il reste à Thumeries une petite unité de conditionnement de sucre et tout un patrimoine de bâtiments industriels et belles demeures, vestiges et témoins de cette gloire passée, l'ensemble ayant occupé le rang de 1er groupe sucrier français et 5e mondial (voir Béghin-Say).

## Population et société

### Démographie

#### Évolution démographique
L'évolution du nombre d'habitants est connue à travers les recensements de la population effectués dans la commune depuis 1793. Pour les communes de moins de 10 000 habitants, une enquête de recensement portant sur toute la population est réalisée tous les cinq ans, les populations de référence des années intermédiaires étant quant à elles estimées par interpolation ou extrapolation. Pour la commune, le premier recensement exhaustif entrant dans le cadre du nouveau dispositif a été réalisé en 2006.

En 2022, la commune comptait 4 102 habitants, en évolution de +4,78 % par rapport à 2016 (Nord : +0,51 %, France hors Mayotte : +2,11 %).
| 1793 | 1800 | 1806 | 1821 | 1831 | 1836 | 1841 | 1846 | 1851 |
| ---- | ---- | ---- | ---- | ---- | ---- | ---- | ---- | ---- |
| 607  | 630  | 685  | 771  | 746  | 782  | 793  | 806  | 833  |

| 1856 | 1861 | 1866 | 1872 | 1876  | 1881  | 1886  | 1891 | 1896  |
| ---- | ---- | ---- | ---- | ----- | ----- | ----- | ---- | ----- |
| 840  | 928  | 939  | 956  | 1 015 | 1 044 | 1 002 | 958  | 1 004 |

| 1901  | 1906  | 1911  | 1921  | 1926  | 1931  | 1936  | 1946  | 1954  |
| ----- | ----- | ----- | ----- | ----- | ----- | ----- | ----- | ----- |
| 1 073 | 1 181 | 1 545 | 1 652 | 1 975 | 2 508 | 2 524 | 2 530 | 2 791 |

| 1962  | 1968  | 1975  | 1982  | 1990  | 1999  | 2006  | 2011  | 2016  |
| ----- | ----- | ----- | ----- | ----- | ----- | ----- | ----- | ----- |
| 3 553 | 3 477 | 3 600 | 3 422 | 3 225 | 3 394 | 3 768 | 3 942 | 3 915 |

| 2021  | 2022  | - | - | - | - | - | - | - |
| ----- | ----- | - | - | - | - | - | - | - |
| 4 029 | 4 102 | - | - | - | - | - | - | - |

#### Pyramide des âges
La population de la commune est relativement jeune.
En 2018, le taux de personnes d'un âge inférieur à 30 ans s'élève à 34,7 %, soit en dessous de la moyenne départementale (39,5 %). À l'inverse, le taux de personnes d'âge supérieur à 60 ans est de 22,6 % la même année, alors qu'il est de 22,5 % au niveau départemental.
En 2018, la commune comptait 1 909 hommes pour 1 984 femmes, soit un taux de 50,96 % de femmes, légèrement inférieur au taux départemental (51,77 %).
Les pyramides des âges de la commune et du département s'établissent comme suit.
| Hommes | Classe d’âge | Femmes |
| ------ | ------------ | ------ |
| 0,4    | 90 ou +      | 0,8    |
| 4,9    | 75-89 ans    | 9,6    |
| 14,2   | 60-74 ans    | 15,1   |
| 21,9   | 45-59 ans    | 21,8   |
| 21,3   | 30-44 ans    | 20,4   |
| 17,0   | 15-29 ans    | 13,7   |
| 20,3   | 0-14 ans     | 18,6   |

| Hommes | Classe d’âge | Femmes |
| ------ | ------------ | ------ |
| 0,5    | 90 ou +      | 1,4    |
| 5,3    | 75-89 ans    | 8,1    |
| 14,8   | 60-74 ans    | 16,2   |
| 19,1   | 45-59 ans    | 18,4   |
| 19,5   | 30-44 ans    | 18,7   |
| 20,7   | 15-29 ans    | 19,1   |
| 20,2   | 0-14 ans     | 18     |

## Culture locale et patrimoine

### Lieux et monuments
- 1541 Château Blanc
- 1841 Construction de l'église
- 2001 le site ornithologique des Cinq Tailles a été récemment classé Natura 2000 dans le cadre de la directive européenne oiseaux. Ce site de 123 hectares dont 90 boisés le reste en zones d'eau était autrefois un lieu de décantation des boues de lavage de betteraves de la société Beghin-Say. Il a été acquis en 2001 par le Conseil général du Nord.

220 espèces d'oiseaux y ont été observées soit la moitié des espèces observables en Europe.

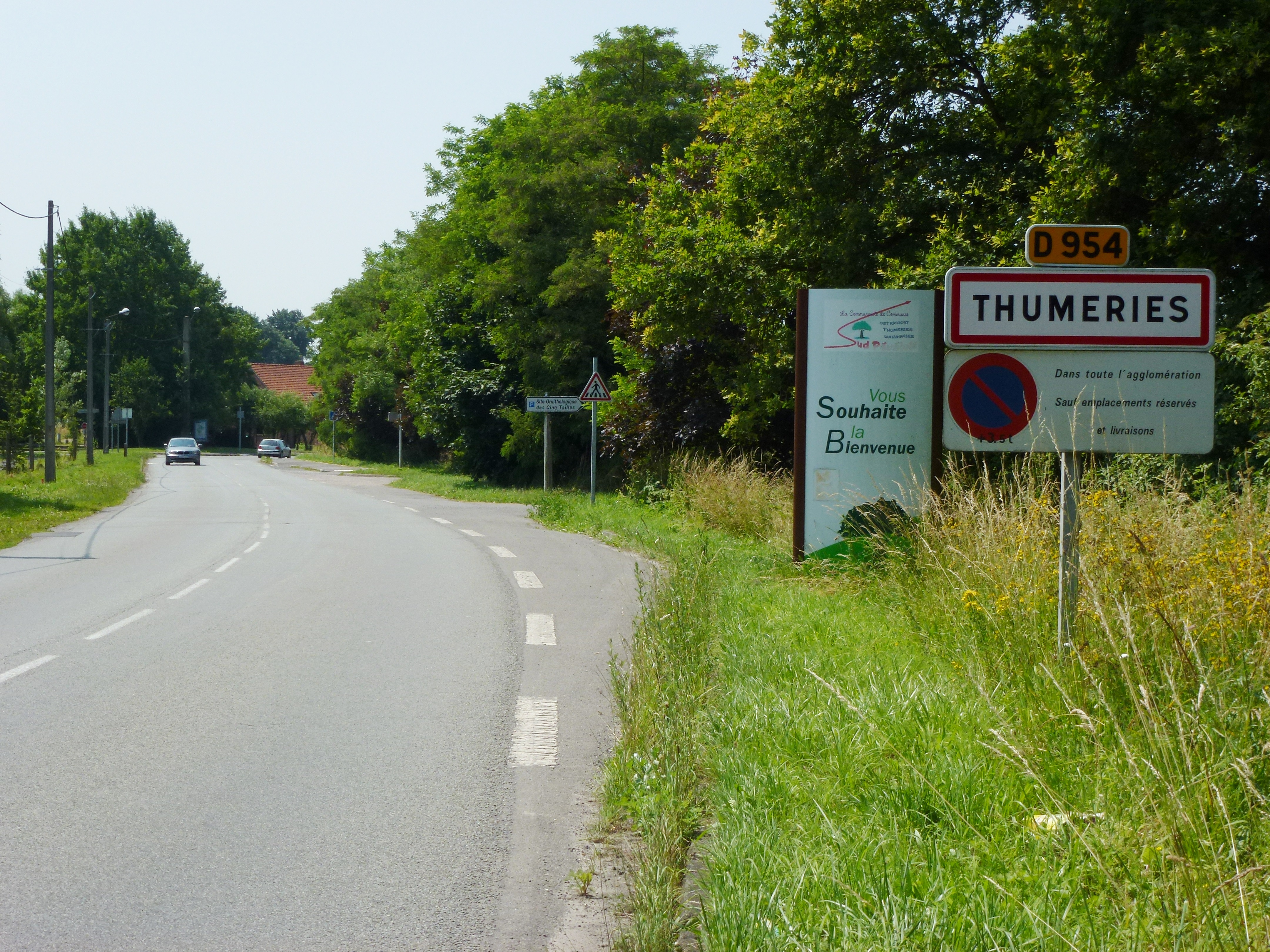
Entrée de Thumeries
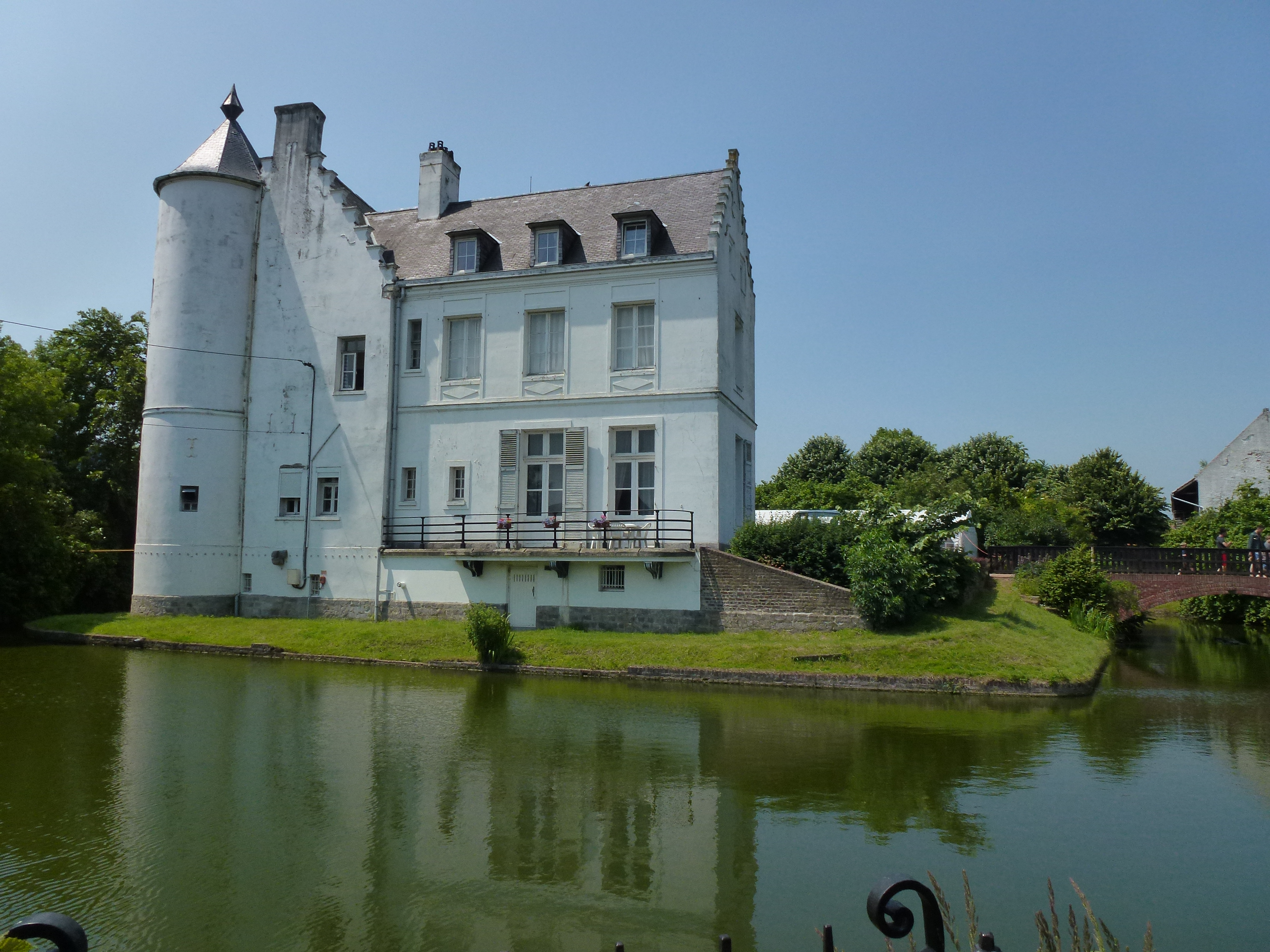
Le Château Blanc
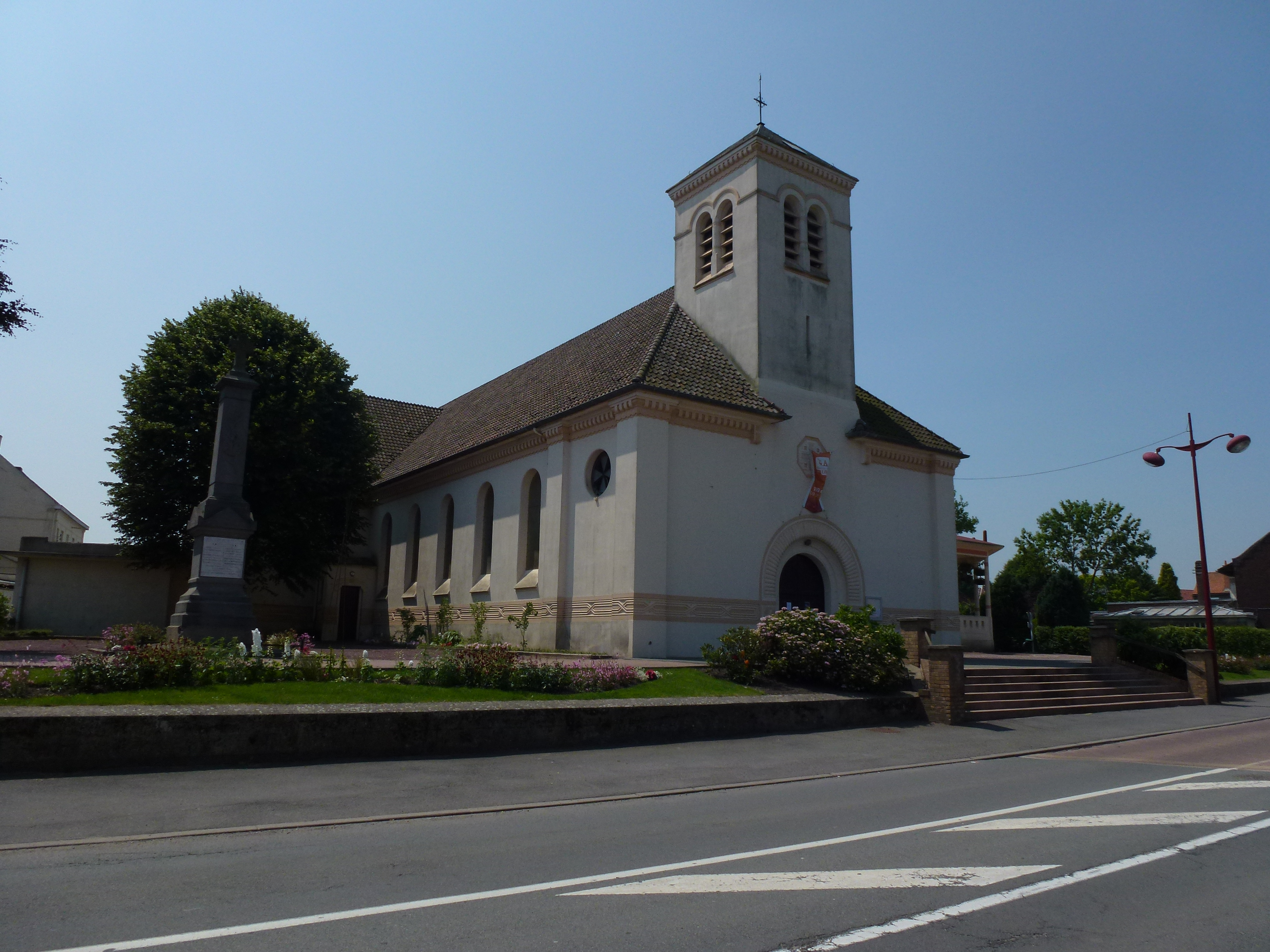
L'église
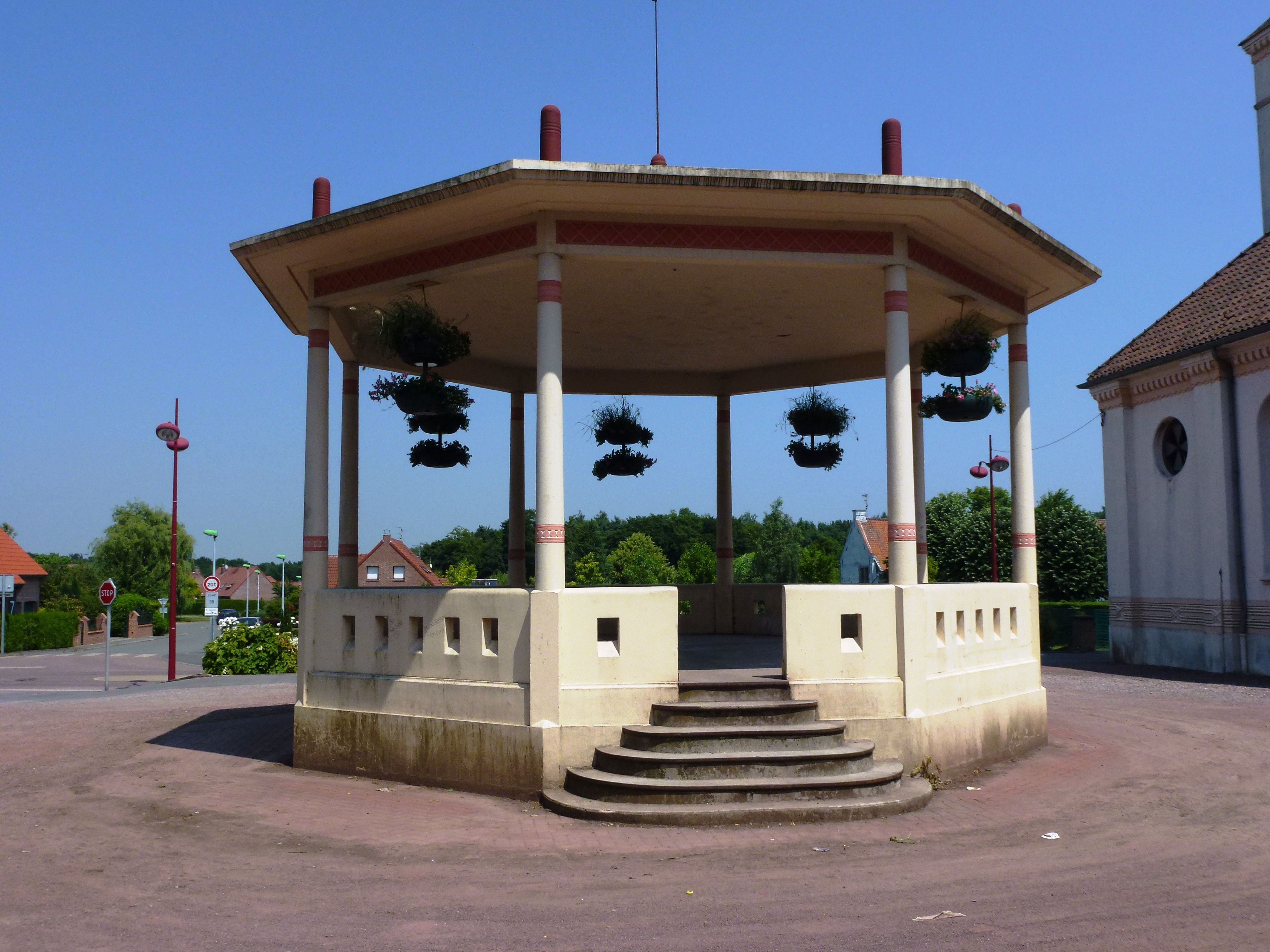
Kiosque à musique
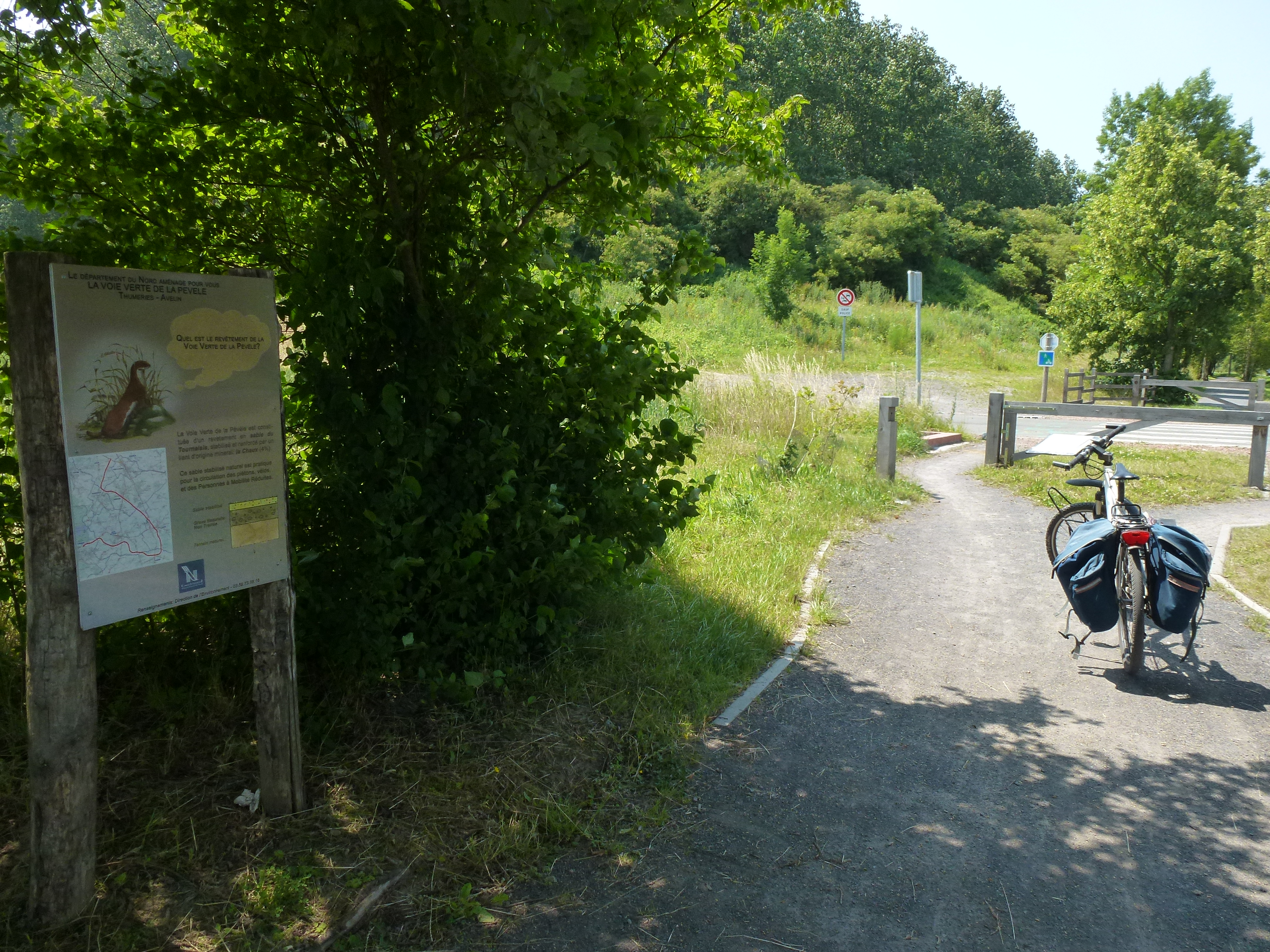
Voie verte de la Pévèle

### Personnalités liées à la commune
- François-Louis de Carondelet (29 août 1753, château de Thumeries - 25 mars 1833, Thumeries), ecclésiastique, député du clergé aux États généraux de 1789.
- Louis-Désiré Legrand, député du Nord de 1876 à 1882, châtelain au château de Bellincamps situé dans le prolongement de la rue de l'Olizier, mort à Thumeries en 1910
- Ferdinand Béghin, industriel français travaillant dans les secteurs du sucre et du papier, né à Thumeries en 1902
- Jean d'Ormesson (né en 1925 à Paris), écrivain et académien français, gendre de Ferdinand Béghin
- Louis Malle, cinéaste français, neveu de Ferdinand Béghin, né à Thumeries en 1932
- Romain Pitau (né en 1977 à Douai), footballeur professionnel français, a commencé le football à Thumeries.

### Héraldique
|  | Les armes de la commune de Thumeries se blasonnent ainsi : D'argent aux trois pals de gueules et au franc-canton dextre de sable chargé d'un lion d'or. |